# ديانا سيلفرز
ديانا سيلفرز هي ممثلة وعارضة أزياء أمريكية ولدت في 3 نوفمبر 1997.